# Tim Walberg
Timothy „Tim” Walberg (ur. 12 kwietnia 1951) – amerykański polityk, członek Partii Republikańskiej. W latach 2007–2009 oraz od 2011 roku jest przedstawicielem siódmego okręgu wyborczego w stanie Michigan do Izby Reprezentantów Stanów Zjednoczonych.